# Concentración de capital en la Antigua Roma

## La concentración
El capital tendía a concentrase en pocas manos, debido a que los más poderosos acaparaban el comercio y la industria, que ejercían a través de libertos, clientes y esclavos, a los que financiaban, reservándose 1/3 o 1/2 de los beneficios. Los mismos capitalistas ejercían de prestamistas y llevaban las empresas de trabajos públicos y económicos.

## La tenencia de tierras
Si un capitalista alcanzaba cierta posición y no poseía propiedades, pronto invertía en ellas (y se convertía en terrateniente) porque la tenencia de la tierra era tradicional e incluso casi obligada su posesión para el ejercicio de derechos políticos. Los patronos emancipaban a sus esclavos a los que dedicaban al comercio y a la industria y les exigían una parte del beneficio (un esclavo rendía más si era libre y por tanto el beneficio era mayor).

## El préstamo
El prestamista (Fenerator) o traficante de dinero (Argentarius) desarrolló sus actividades en Roma cada vez en mayor medida, y se extendió por las provincias. Todo el que necesitaba financiación debía acudir a ellos.
Los prestamistas o banqueros tenían delegados en diversos puntos de la República, generalmente esclavos o libertos. Estaba mal visto percibir sumas para efectuar ciertos servicios, y así surgieron las figuras del depositum (el que confiaba un depósito a otro), el comodato o préstamo de algo para su uso y posterior devolución (comodatum) y el apoderamiento (Procuratio).

## Asociaciones
Por otra parte se formaron empresas de intermediarios. El Estado arrendaba ciertos servicios (minas, recaudaciones, etc.) a intermediarios (Publicani) que con el tiempo constituyeron asociaciones. El Estado les confió mediante contrato, todo el sistema de ingresos, suministros, pagos y contribuciones. Los Publicani raramente procedían de la aristocracia, pero en pocos años acumularon una gran riqueza.
Los publicanos se establecieron a menudo en provincias pero siempre con intención de regresar a su tierra, Roma o Italia, con sus ganancias. El capital acumulado era por tanto repatriado casi siempre hacia Italia.
La palabra publicano es conocida por aparecer varias veces en el Evangelio dado que en la época de Jesús, existían esos cobradores que recaudaban para el Imperio romano dominante en Israel.
- Datos: Q5780840